# ميزج (يونكس)
mesg هو أمر يونكس يتيح للمستخدم عرض (أو تعديل) أذونات الكتابة على الجهاز الحالي (من قبل المستخدمين الآخرين).